# Kellavere
Kellavere est un village du comté de Viru occidental, dans la commune de Vinni.
Entre 1992 et 2017 (jusqu'à la réforme administrative estonienne), le village était situé dans la commune de Laekvere.
Le village accueille le poste radar de Kellavere géré par l'escadre de surveillance aérienne de l'armée de l'air estonienne.